# Corte Superior de Justicia de Cañete
La Corte Superior de Justicia de Cañete es el tribunal de apelación cuya sede es la ciudad de San Vicente de Cañete, capital de la provincia homónima y cuya competencia se extiende a todo el Distrito Judicial de Cañete. Fue creada el 18 de agosto de 1992 durante el gobierno de Alberto Fujimori. Está compuesta por un total de 2 salas superiores que conocen en segunda instancia las sentencias expedidas por los juzgados especializados del distrito judicial.

## Historia
Con la creación del Poder Judicial se estableció que el segundo nivel organizativo estaría conformado por las Cortes Superiores de Justicia las mismas que tendrían competencia territorial sobre el departamento de su sede. Sin embargo, en 1991, la Ley Orgánica del Poder Judicial estableció en su  artículo 36 que la competencia de cada Corte Superior estaría determinada por un Distrito Judicial y que estos podrían ser creados y suprimidos por el Consejo Ejecutivo del Poder Judicial en atención a una eficaz administración de justicia y en función de áreas de geografía uniforme, concentración de grupos humanos de idiosincrasia común, volúmenes demográficos rural y urbano, movimiento judicial y la existencia de vías de comunicación y medios de transporte. Es decir, se deja de lado la equivalencia con la organización política del país y se sustenta estrictamente en factores geográficos y estadísticos.
En virtud de dicha orden se crearon los distritos judiciales de Lima Norte, Lima Sur y Chosica separándolos de la jurisdicción del Distrito Judicial de Lima.   Asimismo se crearon los distritos judiciales de Huaura y Cañete separándolos de la jurisdicción del Distrito Judicial del Callao
El distrito judicial y la Corte Superior de Justicia de Cañete fueron creados el 18 de agosto de 1992 por Ley N.º 25680 y se instaló el 4 de diciembre de 1993 durante el gobierno de Alberto Fujimori.

## Competencia territorial
Según la organización territorial inicial, las Cortes Superiores tenían competencia territorial en el departamento de su sede, el mismo que se correspondía con un determinado Distrito Judicial. Sin embargo, esta división fue modificándose paulatinamente por razones de cercanía comunicativa. En la actualidad la Corte Superior de Justicia de Cañete es una excepción a esa regla al tener competencia territorial únicamente sobre dos provincias: la de Cañete y la de Yauyos.

## Composición
La Corte Superior de Justicia de Cañete está conformada por 3 salas superiores (1 civil y 2 penales con sede todas en San Vicente de Cañete). Cada Sala está conformada por tres jueces superiores que, en el Perú, reciben la denominación de "vocales superiores". La reunión de todos los vocales superiores constituyen la "Sala Plena" que es el máximo órgano deliberativo de la Corte Superior.

## Presidente de la Corte Superior
De conformidad con los artículos 38 y 45 de la Ley Orgánica del Poder Judicial, los vocales eligen un Presidente de la Corte Superior. En el caso de Cañete, la elección se realiza el primer jueves del mes de diciembre cada dos años mediante votación secreta de los vocales superiores titulares.
El actual Presidente de la Corte Superior es el doctor Manuel Roberto Paredes Dávila.